# ده‌نو مقدسی
دهنو مقدسی یکی از روستاهای شهرستان بروجرد است که در ۵ کیلومتری بروجرد واقع شده‌است. شغل اکثر اهالی این روستا کشاورزی و کامیون‌داری است. هم‌چنین شمار اندکی کورهٔ آجرپزی در این روستا وجود دارد.